# Rudolf Höß

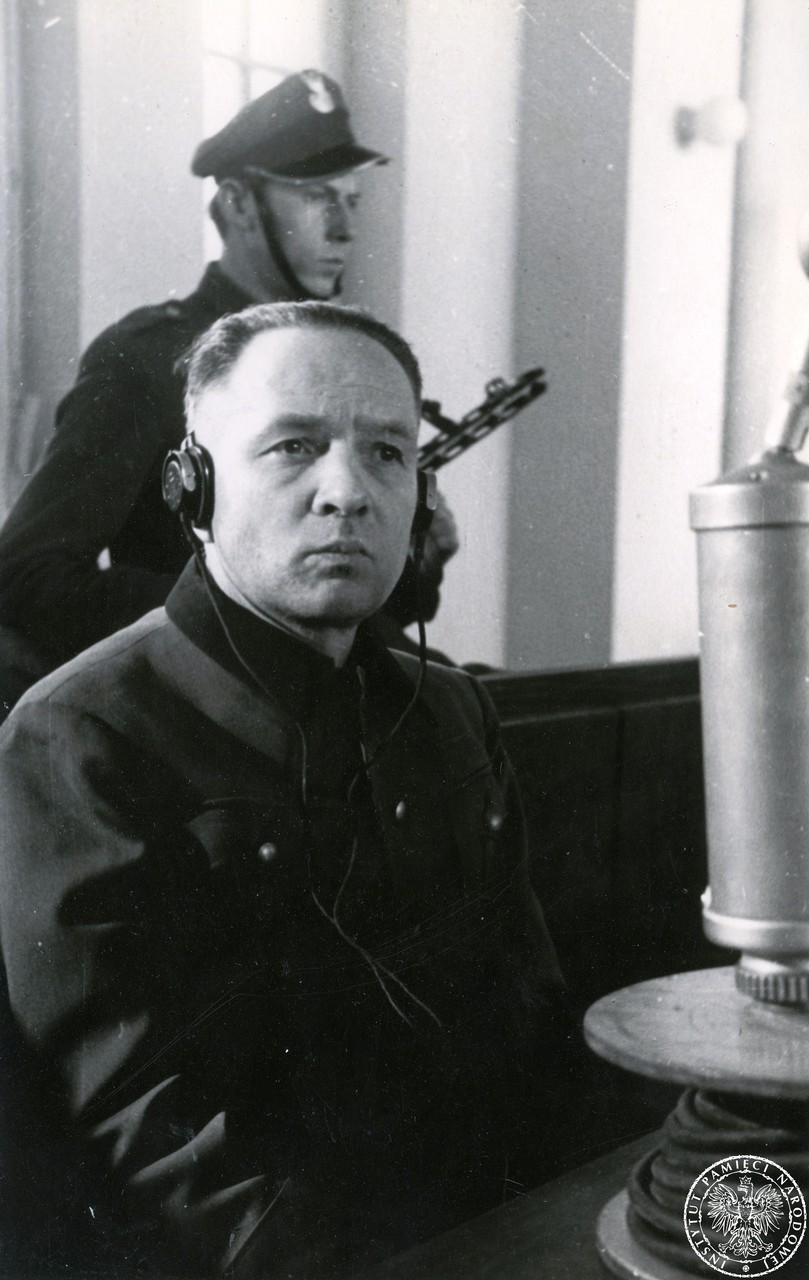
Rudolf Höß als Angeklagter beim Gerichtsprozess in Polen (1947)

Rudolf Franz Ferdinand Höß (* 25. November 1901 in Baden-Baden; † 16. April 1947 in Auschwitz) war ein deutscher Nationalsozialist, SS-Obersturmbannführer und von Mai 1940 bis November 1943 Kommandant des Konzentrationslagers Auschwitz. Er war verantwortlich für den Tod von weit mehr als einer Million Menschen und wurde als Kriegsverbrecher 1947 zum Tode durch den Strang verurteilt und am Ort des ehemaligen Stammlagers hingerichtet.

## Biografie

### Leben bis 1933

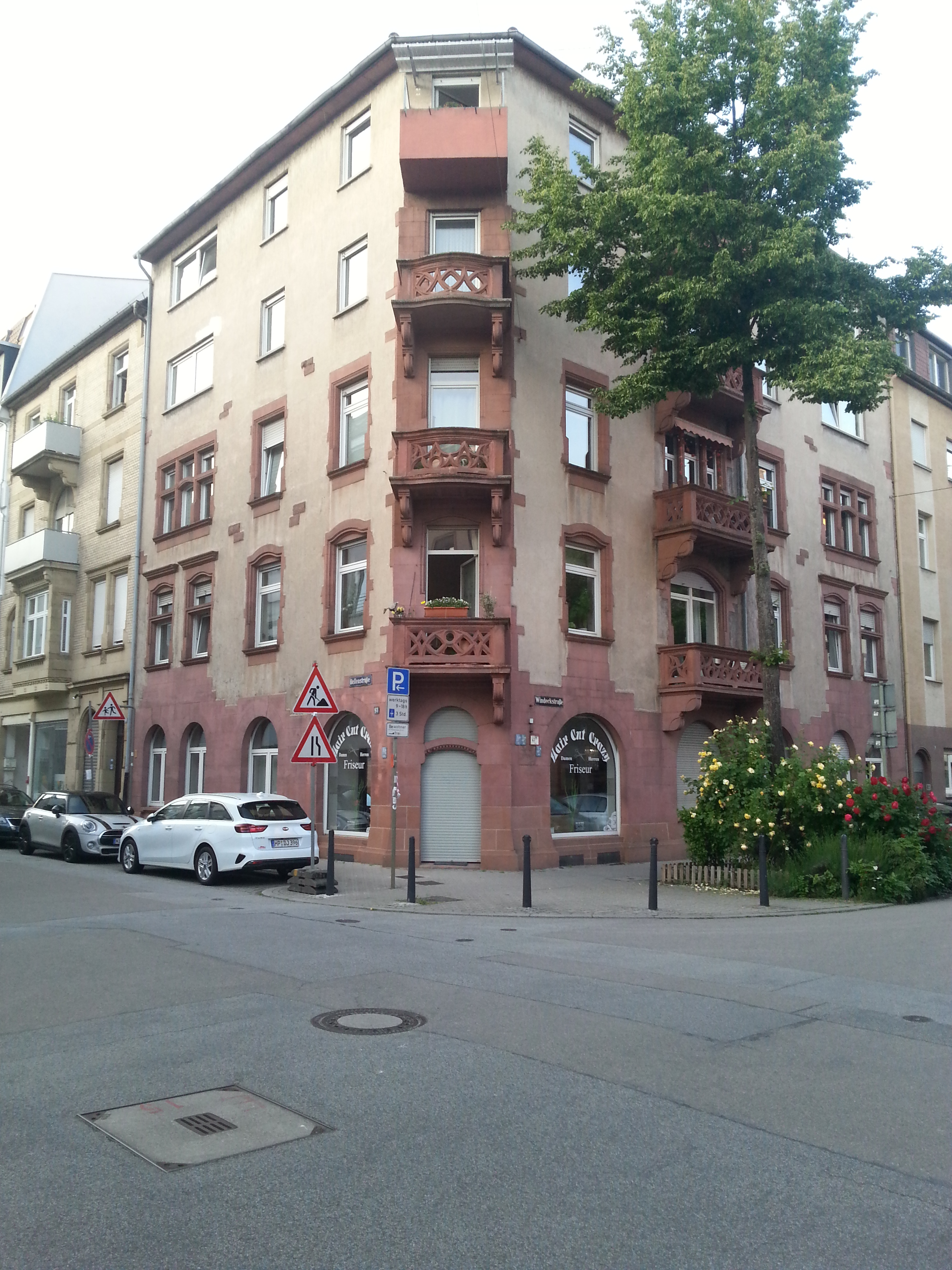
Windeckstraße 29 in Mannheim

Rudolf Höß wurde am 25. November 1901 als Sohn katholischer Eltern in Baden-Baden geboren. Seine Vorfahren waren überwiegend Landwirte und Handwerker aus Baden. Höß schilderte hingegen in seiner Autobiografie, dass er einer alten Offiziersfamilie entstamme. Der Großvater sei Oberst im Deutsch-Französischen Krieg gewesen, sein Vater zeitweise Soldat der Kolonialtruppe in Deutsch-Ostafrika. Diese Aussagen gelten mittlerweile als widerlegt.
Ab dem Umzug nach Mannheim besuchte er dort das Karl-Friedrich-Gymnasium. Sein Vater, der Kaufmann Franz Xaver Höß, wollte, so behauptet Höß in seiner Autobiografie, dass er katholischer Priester werde. Nach dem Tod des Vaters am 3. Mai 1914 blieb Höß in der Schule sitzen und meldete sich angeblich während des Ersten Weltkrieges freiwillig zur Armee. Höß will danach in der Türkei, an der Front in Mesopotamien sowie später in Palästina gedient haben sowie an Kampfhandlungen gegen die Britische Armee beteiligt gewesen sein. Bereits im Alter von 17 Jahren will er als Unteroffizier mit dem Eisernen Kreuz I. und II. Klasse sowie dem Eisernen Halbmond ausgezeichnet worden sein. Seine diesbezüglichen, sehr ausgeschmückten Darstellungen in seiner Autobiografie sind inzwischen widerlegt. Er ist in keiner der infrage kommenden Stammrollen nachweisbar und war durchgehend im Raum Mannheim gemeldet. Nachdem ihn die Realschule in Bühl nicht aufgenommen hatte, kehrte er im Herbst 1915 nach Mannheim zurück. Dort wohnte er mit seiner Mutter Lina Höß und seinen Geschwistern im dritten Obergeschoss der Windeckstraße 29 und besuchte die Volksschule (Lindenhofschule), die er 1916 mit guten Noten abschloss. Die Lebensverhältnisse der Familie sollen nach dem Tod des Vaters prekär gewesen sein. Im Anschluss an die Schule begann er eine Lehre. Nach dem Tod seiner Mutter am 8. April 1917 und drei Wohnungswechseln meldete er sich am 31. Dezember 1917 ins benachbarte Friedrichsfeld (heute Stadtteil von Mannheim) ab.
Höß wurde 1918 Soldat und schloss sich 1919 dem Freikorps Roßbach an, mit dem er an Kämpfen im Baltikum, im Ruhrgebiet und in Oberschlesien teilnahm. Nach dem Verbot des Freikorps gehörte er auch der Nachfolgeorganisation, der „Arbeitsgemeinschaft Roßbach“, an und arbeitete in landwirtschaftlichen Betrieben in Schlesien und Mecklenburg. Hier kam er mit der nationalsozialistischen Ideologie in Berührung. Mit der katholischen Kirche brach er 1922 endgültig. Als Roßbach mit seinen Anhängern Ende 1922 zur NSDAP übertrat, meinte Höß auch Mitglied geworden zu sein, wie er in der Selbstdarstellung angab. Als Mitgliedsnummer nannte er später immer die niedrige Nr. 3240. Über den Zeitpunkt seines Parteieintritts kam es später allerdings zu Differenzen zwischen verschiedenen Parteidienststellen. Nachdem die NSDAP 1922 in manchen deutschen Ländern verboten worden war – in Mecklenburg etwa am 30. November –, wechselten die Roßbacher zur Deutsch-Völkischen Freiheitspartei. Höß wurde im Januar 1923 Mitglied dieser Partei.
Auf Gut Neuhof bei Parchim führte Höß 1923 einen Arbeitstrupp der Roßbacher. Geschäftsführer auf dem benachbarten Rittergut in Herzberg, Abschnittsleiter der Deutsch-Völkischen Freiheitspartei im Bereich Herzberg sowie der Organisation Roßbach in Mecklenburg war zu dieser Zeit Martin Bormann. Auf dem Gut Herzberg arbeitete auch Walter Kadow, der nach dem Besuch eines Lehrerseminars aus Geldnöten im Herbst 1922 zur Arbeitsgemeinschaft Roßbach gestoßen war. Bormann und Höß wollten den unbeliebten Kadow wegen verschiedener Geldunterschlagungen abstrafen und hatten möglicherweise den Verdacht, er sei ein kommunistischer Spitzel. Am 31. Mai 1923 verschleppten Höß und einige andere Roßbacher Kadow in einen Wald außerhalb Parchims, misshandelten ihn schwer, brachten ihn schließlich um und begruben seinen Leichnam am Folgetag im Wald. Die als Parchimer Fememord bekannt gewordene Tat wurde durch einen der Beteiligten dem sozialdemokratischen Vorwärts gegenüber aufgedeckt. Vom Staatsgerichtshof zum Schutze der Republik wurde Höß am 15. März 1924 zu zehn Jahren Zuchthaus verurteilt. Sein späterer Förderer Bormann erhielt für seine Rolle beim „Parchimer Fememord“ eine einjährige Gefängnisstrafe. Bereits am 14. Juli 1928 kam Höß infolge der Koch-Amnestie wieder frei.

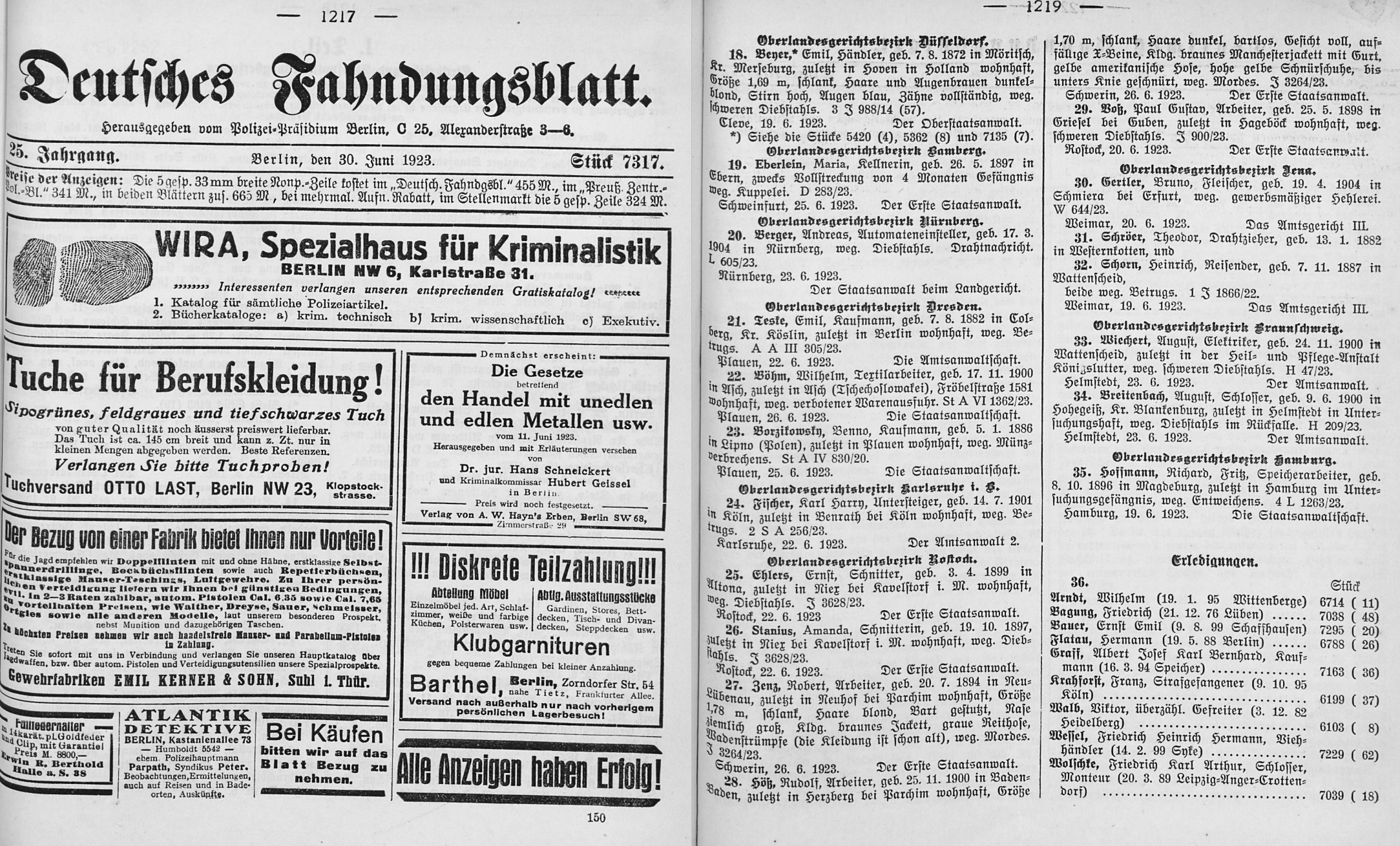
Ausgabe des Deutschen Fahndungsblatts vom 30. Juni 1923 mit Fahndungsmeldung für Rudolf Höß

Unmittelbar nach seiner Haftentlassung schloss sich Höß dem Bund der Artamanen an, einer völkisch-nationalistischen Siedlungsbewegung, die Großgüter im Osten aufkaufte und in Gruppensiedlungen umwandelte. Er trennte sich von seinem bisherigen Freundes- und Bekanntenkreis, arbeitete in verschiedenen „Landdienstgruppen“ in Brandenburg und Pommern und lernte bald darauf Hedwig Hensel kennen, die er 1929 heiratete. Nach eigenen Angaben hatte er schon 1933 auf Gut Sallentin in Pommern eine Gruppe Reiter-SS aufgestellt. Laut seinen Personalunterlagen gehörte er vom 2. September 1933 bis zum 10. Juni 1934 dem „Sturm 2/R/5“ in Stargard an. Belegt ist andererseits sein Eintritt in die SS (Mitglieds-Nummer 193.616) am 1. April 1934 als Anwärter und die Beförderung zum SS-Sturmmann am 20. April 1934. Nach eigenen Angaben wiederum traf Höß anlässlich einer Besichtigung des Gutes auf Heinrich Himmler, den er von den Artamanen her kannte und der ihn für die Verwaltung eines Konzentrationslagers anwarb. Im November 1934 sei er deshalb nach Dachau gekommen. Im Melderegister Dachaus ist der Zuzug der Familie Höß am 1. Januar 1935 verzeichnet.

### Aufstieg in der Konzentrationslager-SS
Am 20. November 1934 zum SS-Unterscharführer befördert, absolvierte Höß von Dezember 1934 bis Januar 1935 eine infanteristische Sonderausbildung bei den Wachmannschaften des KZ Dachau. Am 1. März 1935 wurde er in Dachau zur Abteilung II versetzt und am 1. Juli zum SS-Oberscharführer befördert. Am 1. März 1936 wurde er SS-Untersturmführer und einen Monat später Rapportführer der Abteilung II. Damit oblag ihm die Überprüfung des Häftlingsbestands, die Leitung der Häftlingsschreibstube und als Vorgesetzter die Einteilung der Blockführer. Er vollstreckte außerdem Lagerstrafen bzw. überwachte deren Vollstreckung. Seine Vorgesetzten beurteilten ihn hervorragend.
Da er während des Verbots der NSDAP und zum Zeitpunkt ihrer Neugründung im Februar 1925 seine Zuchthausstrafe verbüßte, konnte Höß seinerzeit keinen Neuantrag auf Parteimitgliedschaft stellen und verfügte auch zum Zeitpunkt seines SS-Eintritts nicht über einen Mitgliedsausweis. Die Reichsleitung der NSDAP teilte dem örtlichen Totenkopfverband auf Anfrage im November 1936 mit, dass Höß nicht unter der Mitgliedernummer 3240 geführt werde, sondern ein anderer Parteigenosse. Höß war bis auf weiteres der Bestandsführung der Ortsgruppe zu entnehmen. Am 2. August 1937 beantragte er die Aufnahme in die Partei. Da er auch aufgrund der 1933 verhängten Aufnahmesperre bis 1939 noch keinen Mitgliedsausweis erhalten hatte, intervenierte Bormann bei der Reichsleitung der NSDAP, und Höß wurde am 3. April 1939 rückwirkend zum 1. Mai 1937 aufgenommen (Mitgliedsnummer 5.357.166). Höß gab freilich nie seine eigentliche, hohe Mitgliedsnummer an, sondern stets die niedrige Nr. 3240. Er bemühte sich auch um die Verleihung des Blutordens, den er aber nicht erhielt.
Im August 1938 wurde Höß Adjutant des Lagerkommandanten im KZ Sachsenhausen und im November 1939 dort Schutzhaftlagerführer im Rang eines SS-Hauptsturmführers. Dort war er im März 1940 für die Ermordung der dorthin überführten Brüder Sass verantwortlich. Außerdem leitete Höß in seiner Position in Sachsenhausen Hinrichtungskommandos, u. a. bei der Erschießung sogenannter Bibelforscher. Im Mai 1940 erfolgte seine Versetzung als Lagerkommandant ins KZ Auschwitz.
Am 1. März 1941 erhielt Höß von Himmler den Auftrag zum Aufbau des KZ Auschwitz-Birkenau. Im Sommer 1941 wurde er zu Himmler nach Berlin befohlen. Dieser erklärte ihm, dass der Führer die „Endlösung der Judenfrage“ befohlen und er diese Aufgabe auszuführen habe. Kurz darauf wurde Höß von Adolf Eichmann aus dem Reichssicherheitshauptamt (RSHA) in Auschwitz aufgesucht. Dieser nannte ungefähre Zahlen der Transporte und stellte klar, dass zur Vernichtung nur „Gas“ in Frage kommen würde, da die zu erwartenden Massen durch Erschießen nicht zu beseitigen wären. Im Übrigen sei dies für die SS-Männer eine zu große Belastung wegen der Frauen und Kinder – so Eichmann. Im Herbst 1941 hatte der Vertreter von Höß – Hauptsturmführer Karl Fritzsch – eigenmächtig sowjetische Kriegsgefangene mit Zyklon B vergasen lassen; Höß war zu diesem Zeitpunkt auf einer Dienstreise. Er einigte sich mit Eichmann auf diese Methode. Fritzsch rühmte sich später, der Erfinder der Gaskammern in Auschwitz zu sein und als erster Zyklon B erfolgreich zur Massenvernichtung eingesetzt zu haben.
Rudolf Höß leitete die um den Jahreswechsel 1941/1942 beginnende Vernichtung der Juden in Auschwitz. Diese wurden in zwei provisorisch zu Gaskammern umgebauten Bauernhäusern umgebracht. Ende 1942 wurde mit dem Bau von vier großen Krematorien mit Gaskammern begonnen, die ab März 1943 für die Massenermordungen genutzt wurden.
Im November 1943 teilte der SS-Obergruppenführer Oswald Pohl als Leiter des SS-Wirtschafts- und Verwaltungshauptamtes (WVHA) die zentrale Kommandantur der Konzentrationslager Auschwitz auf. In diesem Zuge wurde Höß am 10. November 1943 mit der Wahrnehmung der Geschäfte der Amtsgruppe D im SS-Wirtschafts- und Verwaltungshauptamt (WVHA) betraut und dazu nach Oranienburg berufen. Am 1. Mai 1944 wurde er zum Chef des Amtes D I im WVHA ernannt.
Im Mai 1944 ordnete Oswald Pohl einen Wechsel der im KZ-Komplex Auschwitz eingesetzten Lagerkommandanten an und ernannte gleichzeitig Höß zum Standortältesten in Auschwitz. In dieser Funktion organisierte er die sogenannte Ungarnaktion, den Massenmord an den ungarischen Juden, daneben war er mit der Einarbeitung der damals gerade neu eingesetzten Lagerkommandanten Richard Baer (für das Stammlager) und Josef Kramer (für das KZ Auschwitz-Birkenau) befasst. Nachdem Höß den KZ-Komplex Auschwitz im Juli 1944 wieder verlassen hatte, übernahm Baer auch die Funktion des Standortältesten.
Ab November 1944 betätigte sich Höß im KZ Ravensbrück. Auch seine Familie wohnte seit Ende 1944 in unmittelbarer Nähe von Ravensbrück. Nach Fertigstellung der Gaskammer in Ravensbrück koordinierte er die dortigen Massentötungen.

### Flucht und Gefangenschaft
Nach dem Kriegsende gelang es Rudolf Höß im Mai 1945, sich über die „Rattenlinie Nord“ nach Flensburg abzusetzen. Während er seine Frau und die fünf gemeinsamen Kinder in St. Michaelisdonn unterbrachte, verschaffte er sich unter dem Namen „Franz Lang“ als Maat der Marine an der Marineschule Mürwik eine neue Identität. Nach kurzer britischer Kriegsgefangenschaft tauchte er mit Hilfe seines Schwagers Gerhard Fritz Hensel als landwirtschaftliche Hilfskraft auf einem Bauernhof in Gottrupel im Flensburger Umland unter. Dort wurde er von Hanns Alexander vom War Crimes Investigation Team (WCIT) aufgespürt und am 11. März 1946 von der britischen Militärpolizei festgenommen. Höß’ Versteck und seine neue Identität wurden von seiner Frau Hedwig preisgegeben, nachdem ihr gedroht worden war, dass ihr ältester Sohn nach Sibirien deportiert würde, wenn sie sich nicht zur Zusammenarbeit bereit erklärte. Bei seiner Festnahme bestritt Höß, der Gesuchte zu sein, konnte jedoch anhand seines Eherings identifiziert werden.
Nach seiner Gefangennahme wurde Rudolf Höß mehrfach durch die britische „92. Field Security Section“ in Heide und Minden vernommen. Am 14. März 1946 unterzeichnete er ein Vernehmungsprotokoll in deutscher Sprache, in dem er detaillierte Angaben zur Massenvernichtung in Auschwitz machte.
Anschließend trat er beim Nürnberger Prozess gegen die Hauptkriegsverbrecher als Zeuge der Verteidigung von Ernst Kaltenbrunner auf. Er machte wiederum detaillierte Angaben zur Massenvernichtung: am 1. und 2. April 1946 bei vorbereitenden Vernehmungen, am 15. April 1946 bei seinem Auftritt als Zeuge und schließlich am 24. April 1946 in einer von ihm verfassten handschriftlichen Erklärung.

### Prozess in Polen

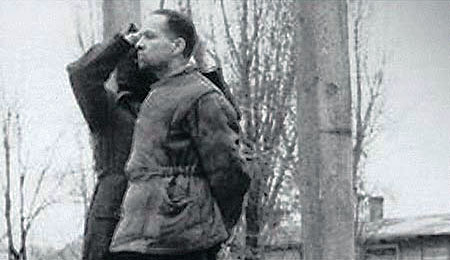
Rudolf Höß bei seiner Hinrichtung

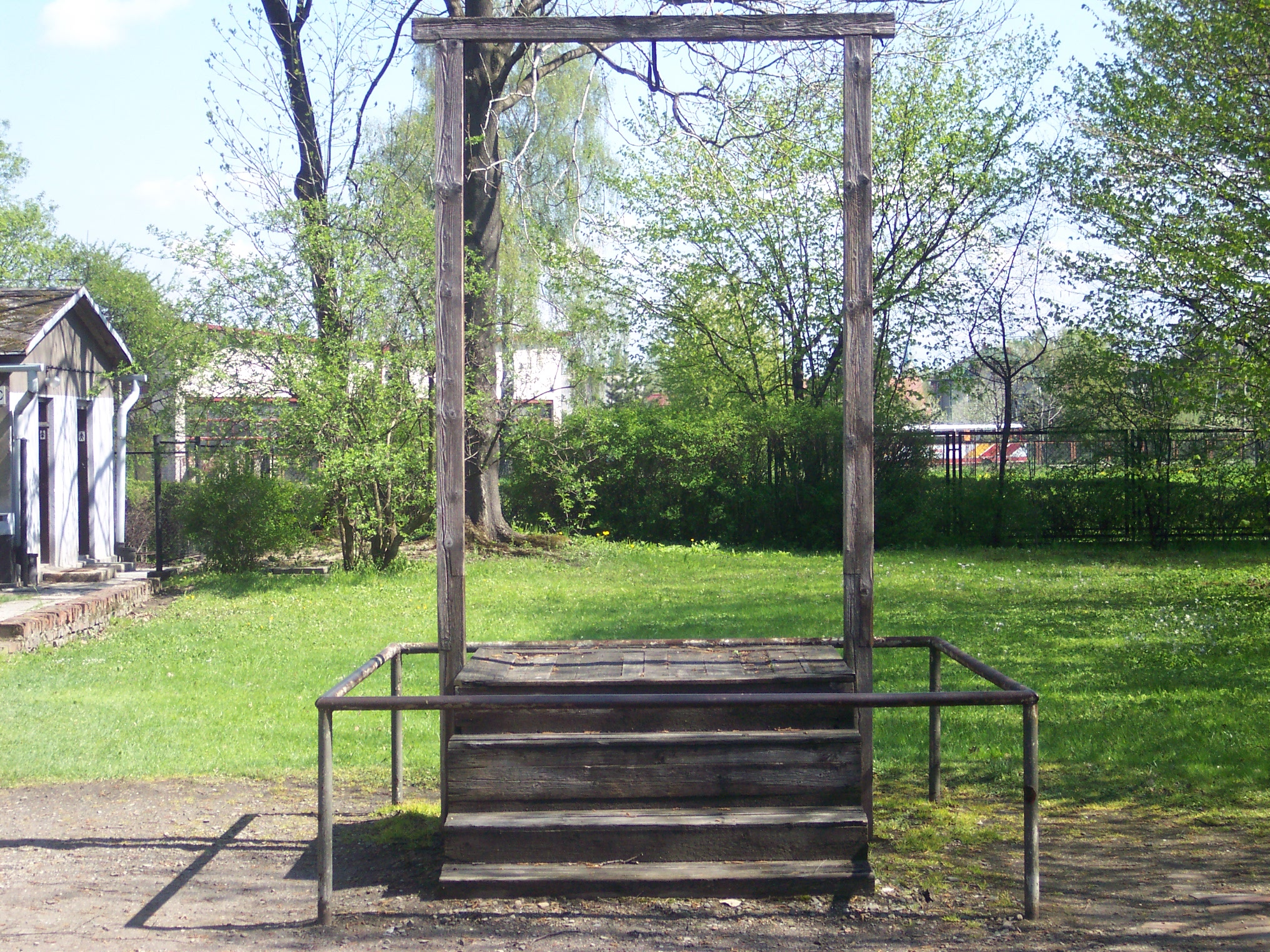
Der Galgen, an dem Rudolf Höß gehenkt wurde

Nach seinen Aussagen in Nürnberg wurde Höß entsprechend der Moskauer Deklaration von 1943 von den US-Behörden an Polen ausgeliefert. Am 25. Mai 1946 wurde er aus Nürnberg über Berlin nach Warschau ausgeflogen. Anschließend wurde er am 30. Juli per Zug mit Amon Göth, dem Kommandeur des KZ Plaszow, nach Krakau gebracht und vor dem Obersten Nationalen Tribunal Polens angeklagt. Die Anklage war von dem Untersuchungsrichter Jan Sehn vorbereitet worden.
In polnischer Haft verfasste Höß seine Autobiografie mit umfangreichen Aufzeichnungen zu den Ereignissen im Konzentrationslager Auschwitz. Während des Prozesses vom 11. bis 29. März 1947 in Warschau trug er durch seine Aussagen zur Klarstellung vieler historischer Fragen bei. Er verstand angeblich bis zum Schluss nicht, warum er zur Rechenschaft gezogen werde, da er nur Befehle ausgeführt habe.
Am 2. April 1947 wurde Höß zum Tode verurteilt. Die Hinrichtung fand am 16. April 1947 auf dem Gelände des Konzentrationslagers Auschwitz vor seiner ehemaligen Residenz mit Blick auf das Lager statt.

## Psyche
Vom Gerichtspsychologen Gustave M. Gilbert wurde Rudolf Höß als geistig normal mit einer schizoiden Apathie und Gefühllosigkeit beschrieben. Gilbert beschrieb ihn als bei den Gesprächen geduldig, sachlich und leidenschaftslos. Charakteristisch für Höß war seine vorauseilende Gewissenhaftigkeit und Sorgfalt, immer im Dienste einer höheren Autorität. Sadistische Neigungen wie etwa bei Amon Göth, dem Kommandanten des KZ Plaszow, waren bei Höß nicht nachweisbar, ein fehlendes Einfühlungsvermögen schon eher.
So hatte Höß 1942 in Auschwitz ein Verhältnis mit der Inhaftierten Nora Mattaliano-Hodys (oder: Eleonore Hodys). Als diese von ihm schwanger war, wurde sie im „Kommandanturarrest“ isoliert. SS-Richter Konrad Morgen, der in Auschwitz wegen Unterschlagungen ermittelte, war überzeugt, dass Höß darüber hinaus verschärfte Haftbedingungen in einer Stehzelle und Nahrungsentzug angeordnet hatte, um Hodys zu töten und das Verhältnis zu vertuschen. Nachdem sie aus dem Arrest entlassen war, wurde eine Abtreibung durchgeführt. Anlässlich einer Gegenüberstellung von Höß und Hodys im Jahr 1944 bestritt Höß, von den verschärften Haftbedingungen gewusst zu haben. Da die Ermittlungen auf Geheiß Himmlers eingestellt wurden, blieb dieser Sachverhalt ungeklärt: Konrad Morgen wiederholte beim 1. Frankfurter Auschwitzprozess den Vorwurf, Höß habe beabsichtigt, die Frau verhungern zu lassen.
Gegen die Judenvernichtung hatte Höß keine ethischen Bedenken. Beeinflusst durch die antisemitischen Schriften und Reden von Joseph Goebbels, Alfred Rosenberg und Adolf Hitler, stellte er ihre Rechtmäßigkeit und Notwendigkeit nie in Frage. Er rechnete nicht damit, dafür jemals zur Rechenschaft gezogen zu werden. Der Gerichtspsychologe Gilbert fragte Höß, ob die von ihm ermordeten Juden schuldig gewesen seien oder ihr Schicksal verdient hätten. Höß antwortete: „Solche Fragen sind unrealistisch … wir SS-Leute sollten über solche Dinge nicht nachdenken; es kam uns auch nicht in den Sinn“. Höß fühlte sich von plumper Propaganda nicht angesprochen. Den Stürmer habe er nur selten gelesen, weil er ihm zu oberflächlich gewesen sei. Von seinen Untergebenen hätten regelmäßige Leser des Stürmers meist einen begrenzten Horizont gehabt. Bei der Analyse seiner Einstellung zur Homosexualität identifizierte Rüdiger Lautmann bis in die Wortwahl hinein spezifische Passagen aus der NS-Zeitschrift Das Schwarze Korps.
Das Paradoxe an Höß war nach Ansicht Martin Broszats, dass er nicht der sadistische, rohe und brutale Massenmörder war. Vielmehr war er eher durchschnittlich, kleinbürgerlich, keineswegs bösartig, mit vielen Sekundärtugenden wie Ordnungsliebe, Pflichtbewusstsein und Naturverbundenheit ausgestattet. Diese Qualitäten bewahrten ihn nicht vor Inhumanität, Gleichgültigkeit gegenüber den Opfern und einer totalen Ausblendung jeglicher Moral und Ethik. Er stellte sein Pflichtbewusstsein und seine Sorgfalt in einer pervertierten Art und Weise in den Dienst der Massenmörder.
Höß selbst widersprach in seinen autobiografischen Aufzeichnungen der Darstellung, dass er seine Menschlichkeit eingebüßt habe, stellte diese jedoch hinter der Pflicht und höheren Autoritäten zurück:

„Die meisten der Beteiligten traten oft bei meinen Kontrollgängen durch die Vernichtungsstellen an mich heran, um ihre Bedrückung, ihre Eindrücke an mich loszuwerden, um durch mich beruhigt zu werden. Aus ihren vertraulichen Gesprächen hörte ich immer und immer wieder die Frage heraus: Ist das notwendig, was wir da machen müssen? Ist das notwendig, daß Hunderttausende Frauen und Kinder vernichtet werden müssen? Und ich, der ich mir unzählige Male im tiefsten Innern selbst die Frage gestellt, mußte sie mit dem Führer-Befehl abspeisen, damit vertrösten. Mußte ihnen sagen, daß diese Vernichtung des Judentums notwendig sei, um Deutschland, um unsere Nachkommen für alle Zeit von den zähesten Widersachern zu befreien. Wohl stand für uns alle der Führer-Befehl unverrückbar fest, auch daß die SS ihn durchführen mußte. Doch in allen nagten Zweifel. Und ich selbst durfte auf keinen Fall meine gleichen Zweifel bekennen. Ich mußte mich, um die Beteiligten zum psychischen Durchhalten zu zwingen, felsenfest von der Notwendigkeit der Durchführung dieses grausam-harten Befehls überzeugt zeigen. Alle sahen auf mich. Welchen Eindruck machten solche Szenen, wie oben geschildert, auf mich, wie reagierte ich darauf. Daraufhin wurde ich genau beobachtet, jede Äußerung meinerseits durchgesprochen. Ich mußte mich sehr zusammenreißen, um nicht einmal in der Erregung über eben Erlebtes meine inneren Zweifel und Bedrückungen erkennen zu lassen. Kalt und herzlos mußte ich scheinen, bei Vorgängen, die jedem noch menschlich Empfindenden das Herz im Leibe umdrehen ließen. Ich durfte mich noch nicht einmal abwenden, wenn allzumenschliche Regungen in mir hochstiegen. Mußte kalt zusehen, wie die Mütter mit den lachenden oder weinenden Kindern in die Gaskammern gingen. […] Ich mußte dies alles tun – weil ich derjenige war, auf den alle sahen, weil ich allen zeigen mußte, daß ich nicht nur die Befehle erteilte, die Anordnungen traf, sondern auch bereit war, selbst überall dabeizusein, wie ich es von den von mir dazu Kommandierten verlangen mußte.“

## Aussagen von Höß zur Massentötung in Auschwitz

### Vernehmungen in britischer Gefangenschaft
Nach seiner Gefangennahme wurde Rudolf Höß mehrfach durch die britische „92. Field Security Section“ in Heide und Minden vernommen.
Am 14. März 1946 unterzeichnete Höß ein in deutscher Sprache abgefasstes, acht Seiten langes Vernehmungsprotokoll. Dieses wurde von Captain William Cross, Kommandeur der „92. Field Security Section“, gegengezeichnet. Die Dokumentennummer beim späteren Nürnberger Hauptkriegsverbrecherprozess ist NO-1210. Höß schätzt darin die Opferzahl in Auschwitz auf 3 Millionen, wobei er annimmt, dass 2,5 Millionen vergast wurden. Bei dieser Schätzung verweist er auf eine Berichterstattung von Adolf Eichmann an den Reichsführer SS im April 1945. In persönlicher Erinnerung waren ihm noch die Massentransporte mit 250.000 Menschen aus Oberschlesien und Polen, 100.000 aus Deutschland und Theresienstadt, 90.000 aus den Niederlanden, 20.000 aus Belgien, 110.000 aus Frankreich, 65.000 aus Griechenland, 400.000 aus Ungarn und 90.000 aus der Slowakei.
Höß beschrieb auch detailliert den Ablauf der Massenvernichtung, die Kapazitäten der Anlagen und weitere organisatorische Details.

### Beim Nürnberger Hauptkriegsverbrecherprozess

#### Eidesstattliche Erklärung
Am 1. und 2. April 1946 wurde Höß im Zuge der Vorbereitungen auf seine Aussage als Zeuge der Verteidigung von Ernst Kaltenbrunner beim Nürnberger Prozess gegen die Hauptkriegsverbrecher vernommen. Sender Jaari, ein Offizier des Militärgeheimdienstes, vernahm ihn mit Unterstützung zweier Dolmetscher.
Dabei erklärte Höß, er sei mit der Planung eines Vernichtungslagers von Heinrich Himmler direkt beauftragt worden. Er wurde angewiesen, das Vernichtungslager Treblinka zu besuchen und die dort herrschenden Probleme bei der Massenvernichtung in Birkenau zu lösen. Nach diesem Besuch wollte er die Vernichtung so organisieren, dass die Opfer absolut im Unklaren darüber gelassen würden, dass sie vergast würden. Die mit Benzinmotoren betriebenen Gaskammern waren ihm zu unzuverlässig, so dass Zyklon B zum Einsatz kam, das in großen Mengen zur Sachentwesung zur Verfügung stand. Bezüglich der Vergasung gab er an, dass die Vergasungszeiten vom Wetter und vom gesundheitlichen Zustand der Opfer abhingen. Während die Opfer direkt an der Einwurfstelle in Augenblicken bewusstlos waren, brauchte dies bei weiter entfernten Opfern durchaus über fünf Minuten. Innerhalb von 15 Minuten waren alle sicher getötet und nach einer halben Stunde wurden die Kammern geöffnet.
Er beschrieb die Vorgänge und chronologischen Abläufe sehr detailliert. Er korrigierte seine Befrager mehrfach, wenn diese etwas falsch interpretierten oder falsch verstanden. Obwohl er den Massenmord ohne Ausflüchte in allen Details zugab, verwahrte er sich völlig gegen den Vorwurf, man habe die Häftlinge bewusst verhungern lassen. Genauso wehrte er sich dagegen, dass man auf seinen Befehl willkürliche Gewaltexzesse an den Häftlingen vollzogen habe. Er räumte ein, dass Gewaltexzesse vorgekommen seien; sofern ihm das bekannt geworden sei, habe er aber die Verantwortlichen zur Rechenschaft gezogen.
Die von Höß während der Vernehmungen am 1. und 2. April gemachten Aussagen wurden in einer vierseitigen eidesstattlichen Erklärung (Affidavit) in englischer Sprache zusammengefasst. Höß unterzeichnete sie am 5. April 1946 (Dokumentennummer beim Nürnberger Prozess 3868-PS bzw. US-819).
Die Erklärung selbst ist stark gestrafft; viele Details sind dabei verlorengegangen und auch teilweise verfälscht worden. Insbesondere der im Kontext der Opferzahlen der Konzentrationslager Auschwitz wichtige Hinweis, dass die von Höß genannten Zahlen aus einem Rapport von Eichmann an den Reichsführer SS im April 1945 stammen, ist nicht enthalten, obwohl dies aus den Vernehmungsprotokollen klar hervorgeht.

#### Zeugenaussage
Am 15. April 1946 sagte Rudolf Höß als Zeuge der Verteidigung persönlich aus. Höß wurde durch den Verteidiger von Ernst Kaltenbrunner, Kurt Kauffmann, zum Zustand der Gefangenen bei der Befreiung der Lager, zu Misshandlungen, zu den Lagerräumungen, zur Geheimhaltung vor der Bevölkerung der umliegenden Region und zum Ablauf der Massentötung durch Gas in Auschwitz befragt. Höß beschrieb den Ablauf. Als Oberst John Amen (Ankläger für die Vereinigten Staaten) Höß zur Massenvernichtung befragte, wurde lediglich Bezug auf die eidesstattliche Erklärung 3868-PS genommen. Amen verlas Abschnitte aus dieser Erklärung und fragte Höß mehrfach, ob dies stimme. Höß antwortete immer mit „Jawohl!“. Dies wird von Holocaustleugnern gerne als Beweis für eine erzwungene Aussage interpretiert, bewusst ignorierend, dass Höß bereits gegenüber Kauffmann den Vorgang der Massentötung durch Gas beschrieben hatte. Da Höß überdies in den vorhergehenden Vernehmungen die Ungereimtheiten bereits ausgeräumt hatte, bestätigte er in der ihm eigenen Art den Inhalt mit einem knappen „Jawohl!“. Hermann Göring war laut den Berichten des Gerichtspsychologen Gustave M. Gilbert nach den Aussagen von Höß niedergeschlagen, da seine Verteidigungsstrategie zusammenbrach. Göring war immer davon ausgegangen, dass der Massenmord nicht beweisbar sein werde.

#### Handschriftliche Erklärung zur Zahl der Opfer
Göring hatte Gilbert gegenüber Zweifel geäußert, dass die Tötung von 2,5 Millionen Menschen in Gaskammern möglich gewesen sei. Am 24. April 1946 verfasste Höß eine handschriftliche Erklärung, in der er den Vernichtungsvorgang noch einmal detailliert beschrieb. In 27 Monaten (36 Monate minus insgesamt 9 Monate Pause zwischen den Aktionen) seien bei 3000 Opfern pro Tag rechnerisch 2,43 Millionen möglich. Allerdings scheine ihm diese Zahl viel zu hoch. Die Summe der Ermordeten in größeren Aktionen gab er mit 1,125 Millionen an und schätzte die Gesamtzahl daher auf höchstens 1,5 Millionen. Er betonte allerdings immer noch, dass er sich an die Zahlenangaben Adolf Eichmanns zu halten habe.

### In der Autobiografie
Die Autobiografie, die Höß in polnischer Haft verfasste, enthält umfangreiche Angaben zu den Ereignissen im Konzentrationslager Auschwitz. Höß korrigierte und präzisierte darin einige Ausführungen seiner Aussage. Die Aufzeichnungen in der Autobiografie stimmen großenteils mit Aussagen anderer Zeugen überein, insbesondere mit dem von Pery Broad in britischer Gefangenschaft verfassten Bericht. Höß’ detailreiche Ausführungen zeigen, dass er selbst erlebt hatte, was er beschrieb, und es ihm nicht von den Vernehmern in den Mund gelegt wurde:

„Die Zahl der in Auschwitz zur Vernichtung eingelieferten Juden gab ich in früheren Vernehmungen mit 2,5 Millionen an. Diese Zahl stammt von Eichmann, der sie kurz vor der Einschließung Berlins, als er zum Rapport zum RFSS befohlen war, meinem Vorgesetzten, Gruppenführer Glücks gab … Nach jeder größeren Aktion mussten in Auschwitz alle Unterlagen, die Aufschluss über die Zahl der Vernichteten geben konnten, laut RFSS-Befehl verbrannt werden … Ich halte die Zahl 2½ Millionen für viel zu hoch. Ich selbst wußte nie die Gesamtzahl, habe auch keine Anhaltspunkte, um sie wiedergeben zu können. Es sind mir lediglich noch die Zahlen der größeren Aktionen in Erinnerung, die mir wiederholt von Eichmann oder dessen Beauftragten genannt worden waren.“

Die Summe der von Höß genannten großen Aktionen ergibt 1,13 Millionen Opfer. Sie deckt sich mit der vom Historiker Franciszek Piper veröffentlichten Zahl von 1,1 bis 1,5 Millionen. Auch in den Details wird der Stand der Forschung sehr gut wiedergegeben. Insofern ist der historische Wert von Höß’ Autobiografie in weiten Teilen gesichert.

## Zuverlässigkeit der Angaben von Höß
Holocaustleugner versuchen regelmäßig, die Zuverlässigkeit der Aussagen und der Autobiografie von Rudolf Höß in Zweifel zu ziehen, um das umfassende Eingeständnis seines Beitrags zum Holocaust unglaubwürdig erscheinen zu lassen. Seine Ausführungen in den Vernehmungsprotokollen und in seiner Autobiografie zeigen jedoch einen durchgehenden Handlungsstrang, der immer wieder um weitere Facetten und Details ergänzt wird. Haupthandlung und Randgeschehen werden mit derselben großen Detailfülle vorgetragen. Die in der Autobiografie enthaltenen Aussagen werden durch andere Quellen zum Holocaust umfangreich gestützt. Dies spricht eindeutig gegen eine erfundene bzw. erpresste Aussage.
Allerdings irrte sich Höß – wie bei Zeitzeugen nicht selten – bei der Angabe von Daten. Seine Darstellung, Himmler habe ihm im Sommer 1941 in Berlin mitgeteilt, Auschwitz solle das Zentrum für die Ermordung der Juden werden, wird von Historikern auf das Jahr 1942 datiert.
Obwohl die Aussagen von Höß bezüglich des Holocausts und seiner eigenen Rolle darin weitgehend verlässlich sind, fanden Wilhelm Kreutz und Karen Strobel heraus, dass besonders Angaben zu seinem persönlichen Werdegang vor dem Nationalsozialismus weitgehend erfunden oder zumindest „beschönigt“ sind.

### Gewaltexzess während der Festnahme von Höß
Teilweise wird aufgrund des Buches Legions of Death von Rupert Butler behauptet, dass die Aussagen von Höß durch Folter erpresst worden seien. Das Buch schildert, dass Höß bei seiner Verhaftung schwer misshandelt und unter Alkoholeinfluss gesetzt wurde. Laut Legions of Death waren die Täter der britisch-jüdische Sergeant Bernard Clarke und britisch-jüdische Sergeanten des Arrestierungskommandos der 92. Field Security Section, deren Eltern auf den Befehl von Höß ermordet worden waren.

„Hoess screamed in terror at the mere sight of British uniforms. Clarke yelled: What is your name? With each answer of ‘Franz Lang’, Clarke’s hand crashed into the face of the prisoner. The fourth time that happened, Hoess broke and admitted who he was. The admission suddenly unleashed the loathing of the Jewish sergeants in the arresting party whose parents had died in Auschwitz following an order signed by Hoess. The prisoner was torn from the top bunk, the pyjamas ripped from his body. He was then dragged naked to one of the slaughter tables, where it seemed to Clarke the blows and screams were endless. […] A blanket was thrown over Hoess and he was dragged to Clarke’s car, where the sergeant poured a substantial slug of whisky down his throat.“

Danach wurde er arrestiert und während der nächsten drei Tage vernommen. Dabei war er beim Reden nicht mehr zu bremsen und räumte ein, dass er für den Tod von zwei Millionen Menschen verantwortlich sei.

„It took three days to get a coherent statement out of him. But once he started talking, there was no holding him. The man who suffered most during the interrogation, however, was not the prisoner but Bernard Clarke. He recalls: […] It was not due to the strain of events. I could cope with that. But Hoess had repeated with pride the instructions that he had given to prisoners to dig pits in which they where subsequently shot. He revealed how the bodies were ignited and how oozing fat from them was poured over others. He admitted without a trace of remorse that he had been responsible for around two million deaths and that killings had frequently been carried out at the rate of 10,000 a day.“

Bei der Zensur des Schriftverkehrs an seine Frau und seine Kinder zeigten sich für Sergeant Bernard Clarke zwei Seiten von Rudolf Höß: der sanfte und liebevolle Familienvater und der brutale, sich nicht um menschliches Leben scherende Kommandant. Laut Clarke versuchte Höß nie, seine Verantwortung zu leugnen oder zu relativieren.
In seiner Autobiografie beschrieb Rudolf Höß die Umstände seiner ersten Vernehmung: „Unter schlagenden Beweisen kam meine erste Vernehmung zustande. Was in dem Protokoll drin steht, weiß ich nicht, obwohl ich es unterschrieben habe. Doch Alkohol und Peitsche waren auch für mich zuviel.“
Die Autobiografie und das Buch von Butler stellen zwar einen Gewaltexzess während der Verhaftung und vor der ersten Vernehmung dar, aber gerade nicht, dass das Geständnis durch Folter erpresst worden sei. Im Gegenteil: Butler beschreibt, dass Höß nach der Misshandlung aus freien Stücken aussagte und dabei nicht zu bremsen war. Der Inhalt der Autobiografie wurde vom Historiker John C. Zimmerman auf Übereinstimmung mit anderen Quellen des Holocausts untersucht und für authentisch befunden.

### Unterschiedliche Opferzahlen
Teilweise wird auch behauptet, Höß habe seine Aussagen bezüglich der Opferzahlen laufend geändert, und deshalb seien diese erfunden. Zunächst habe er von 2,5 Millionen Opfern gesprochen und diese dann später auf 1,5 Millionen reduziert. Höß räumte bereits in seiner ersten Vernehmung durch die britische „92. Field Security Section“ ein, dass die Zahl von 2,5 Millionen von Adolf Eichmann gestammt habe. Er gab bereits in der ersten Vernehmung die größeren Aktionen an, die in der Summe 1,13 Millionen ergeben. Während der weiteren Vernehmungen stellte er die von Eichmann genannte Zahl von 2,5 Millionen immer mehr in Zweifel und stellte eine eigene Abschätzung mit maximal 1,5 Millionen an.

### Vernehmungsprotokolle in englischer Sprache
Des Weiteren wird behauptet, Höß hätte vorgefertigte Vernehmungsprotokolle und Erklärungen in englischer Sprache unterschrieben, obwohl er kein Englisch verstand. Diese Vernehmungsprotokolle seien ihm untergeschoben worden, und er sei zur Unterschrift gezwungen worden. Das Vernehmungsprotokoll NO-1210 ist jedoch in deutscher Sprache abgefasst und wurde von Höß so unterzeichnet. Die Vernehmungen zum Nürnberger Prozess fanden zwar in englischer Sprache statt, die Befragung von Höß übernahmen jedoch die Übersetzer Piilani Ahuna (Gerichtsreporter) und Leo Katz. Diese Aussagen wurden in einer eidesstattlichen Erklärung (3868-PS) in englischer Sprache zusammengefasst und von Höß unterzeichnet. Sowohl die von Höß am 24. April 1946 abgefasste Erklärung zu den Opferzahlen als auch seine Autobiografie sind in deutscher Sprache handschriftlich von Höß verfasst worden.

### Konzentrationslager „Wolzek“
Ein weiteres von Geschichtsrevisionisten wiederholt aufgegriffenes Motiv ist das „Konzentrationslager Wolzek“, das Rudolf Höß in seiner Aussage nannte. Ein Konzentrationslager dieses Namens ist unbekannt. Dies wird dann als Argument dafür verwendet, dass Höß unter Folter einfach Aussagen erfunden habe. Höß bezeichnete dieses Lager als „Wolzek bei Lublin“. Aus dem Vernehmungsprotokoll geht hervor, dass Heinrich Himmler ihm diese Lager im Juni 1941 nannte:

„Ich wurde im Juni 1941 zu Himmler befohlen wo er dem Sinne nach ungefähr folgendes sagte. Der Führer hat die Lösung der Judenfrage in Europa befohlen. Es bestehen im Generalgouvernment schon einige sogenannte Vernichtungslager BELZAK [sic] bei RAVA RUSKA Ostpolen, TREBLINKA bei Malina am Flusse Bug, und Wolzek bei Lublin …“

Höß konnte sich bei seiner Vernehmung am 1. April 1946 nicht mehr genau an den Namen des Lagers erinnern, bezeichnete es aber als ein 40 km in östlicher Richtung von Kulm (Chełm) liegendes Lager. Als er gefragt wurde “What were these extermination camps? Where were they, and what were their names?”, antwortete er laut dem Vernehmungsprotokoll: “There were three camps: first, Treblinka, Belzak [sic] near Lemberg and the third one was about 40 kilometers in the direction of Kulm. It was past Kulm in an easterly direction.”
Höß hatte außer Treblinka keines dieser Lager besucht, sondern die Namen der genannten Lager bei der Vernehmung fünf Jahre später aufgrund der Informationen von Himmler aus dem Gedächtnis wiedergegeben. Bei dem von ihm im Frühjahr 1942 besuchten Lager Treblinka (das als einziges richtig geschrieben wurde) beschrieb er in hoher Detailfülle den Vernichtungsprozess. Im Juni 1941 waren die beschriebenen Lager mit Sicherheit noch nicht in Betrieb, sondern in Planung bzw. im Aufbau.
Eine Erklärung für die Bezeichnung „Wolzek bei Lublin“ durch Himmler kann man durch die Anfahrt zum Lager mit dem Auto erhalten: Fährt man in östlicher Richtung aus Chełm (östlich von Lublin) heraus, befindet sich nordöstlicher Richtung die Kleinstadt Włodawa. Davor liegt der Ort Sobibór und noch etwa 5 km davor das Dorf Wołczyny. Kurz nach dem Dorf Wołczyny biegt man nach Westen ab und erreicht nach knapp 3 km das Vernichtungslager Sobibor. Die Ortschaft Sobibor wird auf dieser Wegstrecke nicht durchfahren. Der letzte Ort vor dem Vernichtungslager Sobibor ist das Dorf Wołczyny.
Himmler bezog sich offensichtlich auf das Vernichtungslager Sobibor. Das Dorf Wołczyny wurde wahrscheinlich auf Deutsch Wolzek genannt oder Höß erinnerte sich so daran (Karte).
In keinem dieser Fälle ist das von Himmler genannte Lager „Wolzek“ ein Beweis, dass Höß gefoltert wurde und ein Konzentrationslager erfand.

## Familie
Rudolf Höß heiratete am 17. August 1929 Hedwig Hensel (1908–1989), die wie Höß Mitglied der Artamanen war. Aus der Ehe gingen zwischen 1930 und 1943 fünf Kinder hervor: Klaus Bernd (1930–1987), Heidetraut (1932–vor 2020), Ingebrigitt (1933–2023), Hans-Jürgen (* 1937) und Annegret (* 1943). In den 1930er Jahren lebte die Familie auf Gut Sallentin in Pommern. Ab 1940 verbrachte sie drei Jahre in einem Haus mit großem Garten unmittelbar neben dem Stammlager Auschwitz I, von dem das Grundstück nur durch eine hohe Mauer getrennt war.
Während sich Rudolf Höß 1945 auf dem Bauernhof in Schleswig-Holstein versteckte, war Hedwig Höß mit den Kindern in einer Zuckerfabrik in St. Michaelisdonn untergebracht, wo sie von britischen Soldaten befragt wurden. In den ersten Jahren nach dem Krieg wussten die Kinder nicht, wo der Vater war. Klaus Höß ging nach Stuttgart und holte die Mutter und Geschwister nach. Er wanderte später mit seiner Frau nach Australien aus und lebte mit seiner Familie in Sydney, wo er infolge von Alkoholismus früh verstarb.
Ingebrigitt Höß lernte Hutmacherin und zog in der Franco-Zeit nach Spanien, wo sie von Cristóbal Balenciaga als Mannequin entdeckt wurde und ihren späteren Mann kennenlernte, einen US-Amerikaner. Mit ihm ging sie in die Vereinigten Staaten und arbeitete viele Jahre in einer von jüdischen Inhabern geführten Modeboutique in Washington. Sie lebte zuletzt in Arlington, Virginia, wo auch ihre Mutter Hedwig bei einem Besuch Ende der 1980er Jahre starb und begraben liegt.
Hans-Jürgen, der seinen Nachnamen „Höss“ schreibt, brach den Kontakt zur Familie ab und ging zu den Zeugen Jehovas. Er lebte um 2020 in Deutschland in einem Haus an der Ostsee. Sein Sohn, Rainer Höß (* 1965), erreichte eine nicht unumstrittene Bekanntheit.

## Rezeption

### Nürnberger Folgeprozesse
Höß’ eidesstattliche Erklärung und das Protokoll seiner Zeugenaussage beim Nürnberger Hauptkriegsverbrecherprozess wurden 1947/48 auch im Prozess gegen das Wirtschafts-Verwaltungshauptamt der SS und im I.G.-Farben-Prozess als Beweismittel verwendet.

### Romane und Filme
Im Jahr 1952 veröffentlichte der französische Schriftsteller Robert Merle den biografischen Roman La mort est mon métier (ins Deutsche übersetzter Titel: Der Tod ist mein Beruf), der auf den Verhörprotokollen aus dem Kriegsverbrecherprozess gegen Rudolf Höß und auf dessen autobiografischen Notizen während seiner Inhaftierung nach dem Zweiten Weltkrieg beruht. Der Autor verwendete den von Höß 1945 auf seiner Flucht gebrauchten Nachnamen Lang für den Erzähler des in der Ich-Form geschriebenen Romans. 1977 wurde dieser Roman unter der Regie von Theodor Kotulla in dem westdeutschen Spielfilm Aus einem deutschen Leben verfilmt. Die Darstellung der Lebensepisoden der Hauptfigur Franz Lang (dargestellt von Götz George) deckt sich im Wesentlichen mit denjenigen in der Biografie von Höß.
Rudolf Höß, dargestellt von Joel Basman, gehört auch zu den Protagonisten der dokumentarischen Dramaserie Krieg der Träume aus dem Jahr 2018, die das Europa der Zwischenkriegszeit thematisiert.
In dem Auschwitz-Roman Interessengebiet (2014) von Martin Amis sind die Figur des Lagerkommandanten „Major Paul Doll“ und seiner Frau „Hannah“ Rudolf Höß und seiner Ehefrau Hedwig nachempfunden und Teil einer Liebesgroteske. Der lose auf dem Roman basierende Spielfilm The Zone of Interest (2023) von Jonathan Glazer, der die fiktive Liebesaffäre nicht aus der Buchvorlage übernimmt, porträtiert die Familie Höß in Auschwitz. Die Hauptrollen spielten Christian Friedel als Rudolf Höß und Sandra Hüller als seine Ehefrau Hedwig. 2024 erschien der Dokumentarfilm Der Schatten des Kommandanten.

## Filmische Rezeption
- Aus einem deutschen Leben. Regie: Theodor Kotulla. Deutschland, 1977.
- Die Köchin des Kommandanten – Zwei Wege nach Auschwitz, 2018, ca. 60 Minuten von Karen Strobel und Christina Stihler
- The Zone of Interest. Regie: Jonathan Glazer. USA, Vereinigtes Königreich, Polen, 2023.